# Romy Saalfeld
Romy Saalfeld   (Weißenfels, 14 de desembre de 1960) és una ex-remadora alemanya que va competir sota bandera de la República Democràtica Alemanya durant les dècades de 1970 i 1980.
El 1980 va prendre part en els Jocs Olímpics de Moscou, on guanyà la medalla d'or en la competició de quatre amb timoner del programa de rem. Formà equip amb Silvia Fröhlich, Ramona Kapheim, Angelika Noack i Kirsten Wenzel. En el seu palmarès també destaca una medalla d'or al Campionat del món de rem.